# SCADA
SCADA (z anglického Supervisory Control and Data Acquisition) neboli dispečerské řízení a sběr dat je systém nebo software, který z centrálního nebo vzdáleného pracoviště monitoruje průmyslová a jiná technická zařízení a procesy a umožňuje jejich vysokoúrovňové řízení a koordinaci, někdy i s určitou mírou automatizace. Jde o:
- průmyslové procesy ve strojní nebo procesní výrobě (kontinuální nebo dávkové),
- technické procesy v distribučních sítích (voda, plyn, elektřina apod.), dopravních sítích (např. řízení dopravní signalizace, protipožárních systémů a větrání v tunelech) a komunikačních sítích,
- procesy při řízení technických zařízení budov (HVAC, zabezpečení),
- sledování spotřeby elektřiny v zařízeních jako jsou průmyslové závody, nákupní centra, městské aglomerace, zaoceánské lodě apod.

SCADA obecně nezastává funkci plnohodnotného řídicího systému dané technologie, ale zaměřuje se spíše na dispečerský dohled, monitorování, parametrizaci a koordinaci technologických procesů. Pracuje tedy na vyšší úrovni nad prostředky procesní automatizace, které zodpovídají za řízení, konektivitu a sběr dat ze sledovaných technologických procesů a které zahrnují distribuované řídicí systémy (DCS), PLC automaty, I/O moduly, dataloggery, senzory, čítače a další zařízení.